# Habrolepopteryx pulchripennis
Habrolepopteryx pulchripennis is een vliesvleugelig insect uit de familie Encyrtidae. De wetenschappelijke naam is voor het eerst geldig gepubliceerd in 1888 door Ashmead.